# بول هايز
بول هايز (بالإنجليزية: Paul Hayes)‏ (20 سبتمبر 1983 بداجنهام في المملكة المتحدة - ) هو لاعب كرة قدم بريطاني في مركز الوسط. لعب مع بريستون نورث إيند وتشارلتون أثلتيك وسكونثورب يونايتد ونادي بارنسلي ونادي برينتفورد ونورويتش سيتي وهدرسفيلد تاون ونادي كرولي تاون ونادي بليموث أرجايل وويكمب وندررز.

## وصلات خارجية
- بول هايز على موقع قاعدة بيانات كرة القدم.إي يو (الإنجليزية)
- بول هايز على موقع Soccerbase.com (لاعب) (الإنجليزية)
- بول هايز على موقع Soccerway.com (الإنجليزية)
- بول هايز على موقع عالم كرة القدم.نت (الإنجليزية)